# Allen (Texas)
Pour les articles homonymes, voir Allen.
Allen est une commune des États-Unis appartenant au comté de Collin de l’État du Texas. Sa superficie est de 70,2 km2 et sa population de 84 246 habitants.